# Tam o' Shanter
Tam o' Shanter est un poème écrit par le poète écossais Robert Burns en 1790.
Édité initialement en 1791, c'est l'un des plus longs poèmes de Burns. Il est écrit dans un mélange d'anglais et de scots. Il raconte l'histoire d'un homme resté trop longtemps au pub et qui, sur le chemin du retour, est témoin de visions étranges.
Le texte a été traduit en français par Marielle Duterque et Jack Picaut en 1960.

## Postérité

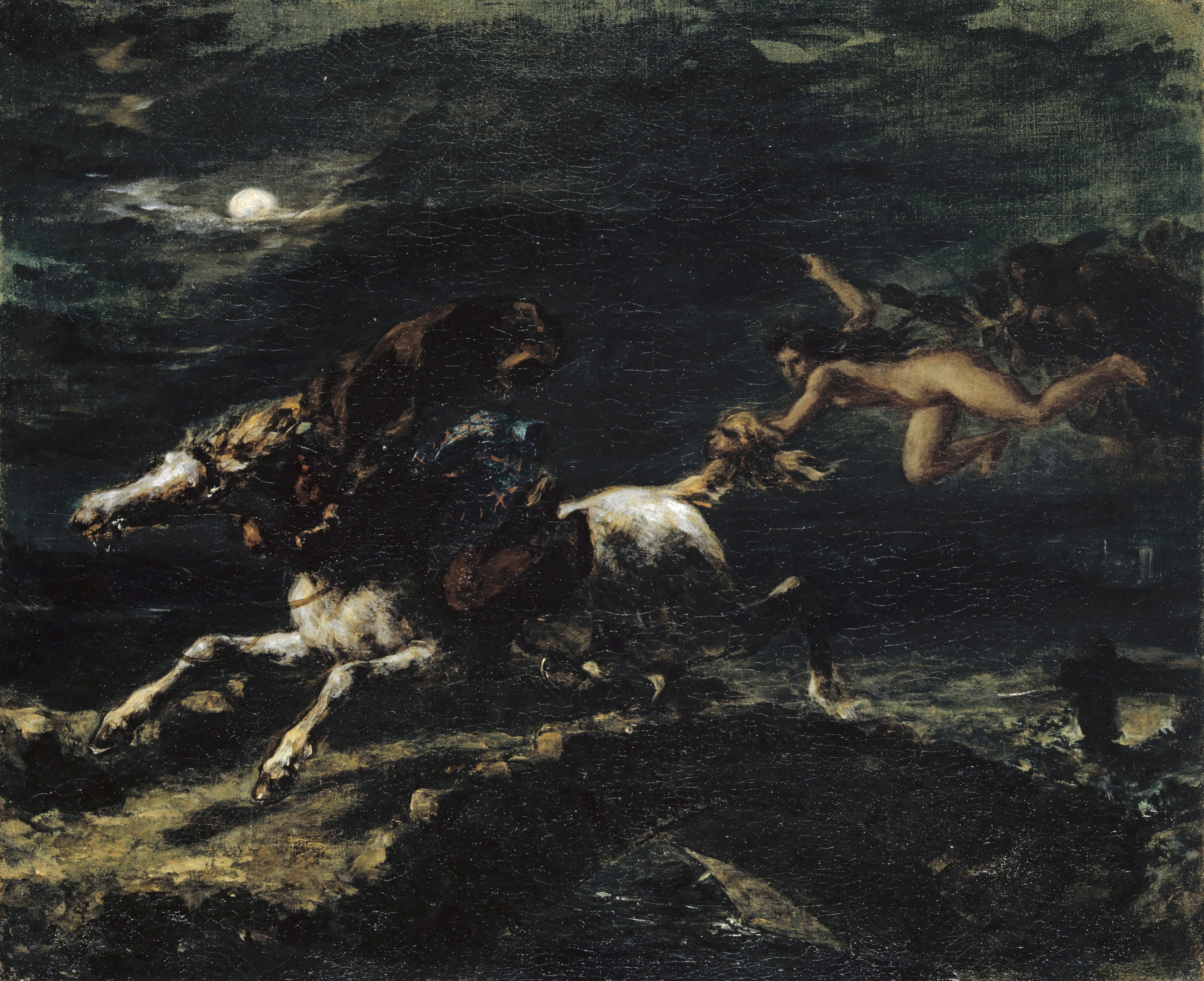
Tam O’Shanter poursuivi par les sorcières
Eugène Delacroix, 1848
Kunstmuseum (Bâle)

Le héros de Burns a donné son nom au béret traditionnel écossais, le tam o' shanter. 
Nannie Dee, l'une des sorcières que rencontre Tam sur sa route, porte une chemise trop courte pour elle et Tam la surnomme cutty-sark, ce qui en scots signifie « chemise courte » : cutte, kutte et sark, shark, saik, syrk ou serc, pour shirt. Ce nom a été donné à la figure de proue du clipper Cutty Sark ainsi qu'au Cutty Sark, une marque de whisky et à une station du Docklands Light Railway à Londres.